# Ezzard Charles
Ezzard Mack Charles, soprannominato "The Cincinnati Cobra" (Lawrenceville, 7 luglio 1921 – Chicago, 28 maggio 1975), è stato un pugile statunitense, vincitore su Archie Moore e Joe Louis, campione del mondo dei pesi massimi dal 1949 al 1951 e avversario di Rocky Marciano. La International Boxing Hall of Fame lo ha ammesso fra i più grandi pugili di ogni tempo. Nel 1994 e nel 2002 la rivista The Ring lo ha indicato come il miglior peso mediomassimo della storia del pugilato e, nel 1998, lo ha classificato all'11º posto anche tra i pesi massimi, davanti a nomi altisonanti come Jim Jeffries, Mike Tyson, Gene Tunney, John Sullivan e Max Schmeling. La stessa rivista lo ha collocato al 13º posto in una propria classifica degli 80 migliori pugili degli ultimi 80 anni.

## Carriera

### Tra i mediomassimi
Professionista dal 1940, si mise in luce l'anno dopo battendo l'anziano ex campione del mondo dei pesi medi Teddy Yarosz. Il servizio militare durante la seconda guerra mondiale gli impedì poi di combattere durante il 1944 e il 1945. 
Benché sia ricordato soprattutto per le sue vittorie nella categoria dei pesi massimi, di cui fu campione del mondo, è considerato dagli esperti tra i migliori pesi mediomassimi di ogni epoca, pur senza aver mai vinto il titolo mondiale della categoria. In questa classe di peso, tuttavia, batté più volte i più forti pugili dell'epoca quali Jimmy Bivins (3 volte), Charley Burley (2 volte), nonché Joey Maxim (3 volte) e Archie Moore (3 volte) che in tempi differenti hanno indossato la cintura mondiale.

### Campione del Mondo nei pesi massimi
Passato ai pesi massimi, il 22 giugno 1949, a Chicago, conquistò il titolo mondiale, lasciato vacante da Joe Louis, battendo ai punti con verdetto unanime Jersey Joe Walcott, più pesante di sette kg. Lo difese sconfiggendo per knock-out tecnico l'ex campione mondiale dei mediomassimi Gus Lesnevich, inducendo l'avversario a lasciare la boxe. Fu allora eletto Fighter of the year (pugile dell'anno) 1949 dalla rivista statunitense Ring Magazine. Nel 1950 sconfisse ai punti il rientrante Joe Louis, il più grande campione dei pesi massimi degli anni trenta e quaranta, risultando uno dei soli tre pugili a riuscire nell'impresa insieme a Max Schmeling e Rocky Marciano.  Ciò gli permise di essere confermato Fighter of the year anche per il 1950.

### Ezzard Charles vs. Jersey Joe Walcott
Il 7 marzo 1951 Charles sconfisse nuovamente Walcott e sette settimane più tardi batté per la quarta volta Joey Maxim, in entrambi i casi mettendo in palio il titolo mondiale dei massimi. Il 18 luglio dello stesso anno, tuttavia, Ezzard Charles finì al tappeto sino al conto totale di fronte a un micidiale pugno infertogli dal trentasettenne Jersey Joe Walcott, che gli strappò la corona mondiale. Questo match fu proclamato incontro dell'anno 1951. Tra i due grandi rivali fu allestito anche un quarto incontro, il 5 giugno 1952 a Filadelfia, che Charles perse ai punti in quindici riprese con verdetto unanime.
L'8 settembre 1953, in un match senza limite di peso, Charles fu sconfitto ai punti da Harold Johnson, che successivamente avrebbe conquistato il titolo mondiale dei mediomassimi. Il verdetto fu contrastato perché un giudice, sia pure per un solo punto, aveva visto vincitore Charles. 

### Rocky Marciano vs. Ezzard Charles
Sono comunque passati alla storia i due incontri che Charles combatté contro Rocky Marciano, per il titolo mondiale dei massimi, che questi aveva conquistato mettendo KO Walcott. I due celebri match videro contrapposti i due atleti nel 1954 allo Yankee Stadium di New York. Entrambi sono stati inseriti nella classifica stilata da Ring Magazine dei migliori match della storia del pugilato, rispettivamente al 73º e al 36º posto.
Il primo match, combattuto il 17 giugno 1954, terminò con la vittoria di Marciano ai punti per decisione unanime. È stata l'unica volta che "Il bombardiere di Brockton" ha concesso ad uno sfidante al suo titolo mondiale di ascoltare il suono della campana finale.
Nella rivincita, combattuta esattamente tre mesi dopo, Marciano mise  Charles KO all'ottava ripresa. Verso la fine del sesto round, tuttavia, l'italoamericano mostrò un taglio profondo alla narice sinistra; iniziò a sanguinare copiosamente dal naso e l'arbitro avrebbe potuto decidere di fermare l'incontro per ferita, assegnando la vittoria a Charles. Ciò tuttavia non accadde e, nel settimo round, il Campione del Mondo, dopo essersi medicato e nonostante venisse appositamente bersagliato di colpi al naso da parte dello sfidante, riuscì ugualmente a dominare la ripresa aggiudicandosela ai punti. Nell'ottavo round Marciano colpì Charles alla testa, riuscendo a mandarlo KO a 24 secondi dal termine della ripresa. Anche questo match fu proclamato incontro dell'anno per il 1954.

### Ultimi incontri e la morte
Dopo questo match Ezzard Charles combatté ancora 23 incontri in quattro anni (nel 1957 rimase inattivo), con dieci vittorie e 13 sconfitte. Alla fine del 1959 appese i guantoni al chiodo.
Nel 1968 gli fu diagnosticata la sclerosi laterale amiotrofica, malattia che lo portò alla morte.